# 백패커 (텔레비전 프로그램)
《백패커》는 매주 일요일 저녁 7시 40분에 방송되는 요리 전문 예능 프로그램이다.

## 기획 의도
장소 및 손님도 생소한 현장에서 제한된 시간안에 맞춤 음식을 즉흥 조리해야 하는 극한 미션에 도전하는 요리프로그램

## 출연자
시즌 1
- 백종원
- 안보현
- 오대환
- 딘딘

시즌 2
- 백종원
- 이수근
- 허경환
- 안보현
- 고경표

## 방송 목록
시즌 1
- 1회 : 무제한 패스트푸드점
- 2회 : 정성스러운 채식
- 3회 : 특별한 다국적 파티
- 4회 : 포천 군대급식
- 5회 : 파주 군대급식
- 6회 : 제주 돼지고기 파티
- 7회 : 체육관 급식
- 8회 : 미군부대 급식 (1부)
- 9회 : 미군부대 급식 (2부)
- 10회 : 소방학교 급식
- 11회 : 경찰서 어린이집 이유식
- 12회 : 동물원 사육사 급식
- 13회 : 경북북부교도소 급식
- 14회 : 부산체육고등학교 급식
- 15회 : 해군사관학교 급식
- 16회 : 신풍미술관 오찬
- 17회 : 한국글로벌셰프고등학교 급식
- 18회 : 종합병원 급식
- 19회 : 국군간호사관학교 급식
- 20회 : 마지막 이야기

시즌 2
- 1회 : 바지락 어촌계
- 2회 : 대한민국 공군본부 군악의장대대
- 3회 : 진천선수촌
- 4회 : 계촌초등학교
- 5회 : 국방부 유해발굴감식단
- 6회 : 화성소방서[1]
- 7회 : 인천국제공항
- 8회 : 국립생태원
- 9회 : 인천해사고등학교
- 10회 : 안동포타운
- 11회 : 국가기록원 나라기록관
- 12회 : 수도권철도차량정비단
- 13회 : 강북 아리수 정수센터
- 14회 : 국립과학수사연구원
- 15회 : 한국도로공사
- 16회 : 서울미동초등학교
- 17회 : 국립중앙극장
- 18회 : 한국항공우주산업
- 19회 : 제1공수특전여단
- 20화 : 광주여자대학교
- 21화 : 대구농업마이스터고등학교

## 시청률

### 2022년 (시즌1)
최저 시청률과 최고 시청률은 시청률 조사회사와 지역별로 시청률에 차이가 있을 수 있습니다.
| 회차 | 방송일   | 시청률          | 시청률            | 비고 |
| 회차 | 방송일   | 대한민국 (전국) | 대한민국 (수도권) | 비고 |
| ---- | -------- | --------------- | ----------------- | ---- |
| 1    | 5월 26일 | 3.853%          | 3.810%            |      |
| 2    | 6월 2일  | 3.196%          | 2.986%            |      |
| 3    | 6월 9일  | 3.223%          | 3.238%            |      |
| 4    | 6월 16일 | 4.727%          | 4.435%            |      |
| 5    | 6월 23일 | 5.333%          | 5.266%            |      |
| 6    | 6월 30일 | 4.236%          | 4.295%            |      |
| 7    | 7월 7일  | 3.707%          | 4.146%            |      |
| 8    | 7월 14일 | 4.171%          | 4.111%            |      |
| 9    | 7월 21일 | 4.275%          | 4.331%            |      |
| 10   | 7월 28일 | 4.056%          | 3.985%            |      |
| 11   | 8월 4일  | 3.319%          | 3.564%            |      |
| 12   | 8월 11일 | 3.275%          | 3.246%            |      |
| 13   | 8월 18일 | 3.879%          | 4.146%            |      |
| 14   | 8월 25일 | 4.636%          | 4.766%            |      |
| 15   | 9월 1일  | 4.839%          | 4.598%            |      |
| 16   | 9월 8일  | 3.748%          | 3.697%            |      |
| 17   | 9월 15일 | 4.539%          | 4.757%            |      |
| 18   | 9월 22일 | 4.175%          | 4.094%            |      |
| 19   | 9월 29일 | 4.979%          | 4.786%            |      |
| 20   | 10월 6일 | 3.946%          | 4.068%            |      |

### 2024년 (시즌2)
최저 시청률과 최고 시청률은 시청률 조사회사와 지역별로 시청률에 차이가 있을 수 있습니다.
| 회차 | 방송일   | 시청률          | 시청률            | 비고 |
| 회차 | 방송일   | 대한민국 (전국) | 대한민국 (수도권) | 비고 |
| ---- | -------- | --------------- | ----------------- | ---- |
| 1    | 5월 26일 | 4.895%          | 5.435%            |      |
| 2    | 6월 2일  | 4.621%          | 5.075%            |      |
| 3    | 6월 9일  | 4.839%          | 5.473%            |      |
| 4    | 6월 16일 | 4.366%          | 4.647%            |      |
| 5    | 6월 23일 | 4.398%          | 4.843%            |      |
| 6    | 6월 30일 | 4.291%          | 4.631%            |      |
| 7    | 7월 7일  | 5.320%          | 5.785%            |      |
| 8    | 7월 14일 | 4.790%          | 4.807%            |      |
| 9    | 7월 21일 | 4.857%          | 5.509%            |      |
| 10   | 7월 28일 | 5.311%          | 6.11%             |      |
| 11   | 8월 11일 | 3.742%          | 4.112%            |      |
| 12   | 8월 18일 | 4.298%          | 4.693%            |      |
| 13   | 8월 25일 | 4.533%          | 4.879%            |      |
| 14   | 9월 1일  | 4.949%          | 4.952%            |      |
| 15   | 9월 8일  | 5.251%          | 5.897%            |      |
| 16   | 9월 15일 | 4.012%          | 4.174%            |      |
| 17   | 9월 22일 | 4.885%          | 5.643%            |      |
| 18   | 9월 29일 | %               | %                 |      |
| 19   | 10월 6일 | %               | %                 |      |

## 같이 보기
관련 항목
- 요리
- 음식

방송 프로그램
- 한식탐험대 (KBS 시사교양본부 제작)
- 한국인의 밥상 (KBS 1TV)
- 신상출시 편스토랑, 백종원 클라쓰 (KBS 2TV)
- 최고의 요리 비결 (EBS 1TV)
- 찾아라! 맛있는 TV, 백파더: 요리를 멈추지 마!, 볼빨간 신선놀음, 로컬 식탁 (MBC TV)
- 결정 맛대맛, 백종원의 골목식당, 맛남의 광장 (SBS TV)
- 우리가 아는 맛-알토란 (MBN)
- 식객 허영만의 백반기행 (TV조선)
- 삼시세끼, 줄 서는 식당 (tvN)
- 토요일은 밥이 좋아 (E채널)
- 맛있는 녀석들 (iHQ)
- 노중훈의 여행의 맛 (MBC 표준FM)